# Communauté de communes de l’Ouest guyanais
Die Communauté de communes de l’Ouest guyanais ist ein Gemeindeverband mit der Rechtsform einer Communauté de communes im französischen Überseedépartement Französisch-Guayana. Sie wurde am 29. Dezember 1994 gegründet und umfasst acht Gemeinden. Der Verwaltungssitz befindet sich im Ort Mana.

## Mitgliedsgemeinden
| Gemeinde                                   | Einwohner 1. Januar 2022 | Fläche km² | Dichte Einw./km² | Code INSEE | Postleitzahl |
| ------------------------------------------ | ------------------------ | ---------- | ---------------- | ---------- | ------------ |
| Apatou                                     | 10.059                   | 2.020,00   | 5                | 973360     | 97317        |
| Awala-Yalimapo                             | 1.549                    | 187,40     | 8                | 973361     | 97319        |
| Grand-Santi                                | 9.390                    | 2.112,00   | 4                | 973357     | 97340        |
| Mana                                       | 11.364                   | 6.332,60   | 2                | 973306     | 97360        |
| Maripasoula                                | 8.423                    | 18.360,00  | 0                | 973353     | 97370        |
| Papaichton                                 | 5.530                    | 2.628,00   | 2                | 973362     | 97316        |
| Saint-Laurent-du-Maroni                    | 51.732                   | 4.830,00   | 11               | 973311     | 97320        |
| Saül                                       | 297                      | 4.475,00   | 0                | 973352     | 97314        |
| Communauté de communes de l’Ouest guyanais | 98.344                   | 40.945,00  | 2                | –          | –            |